# Behangplaksel

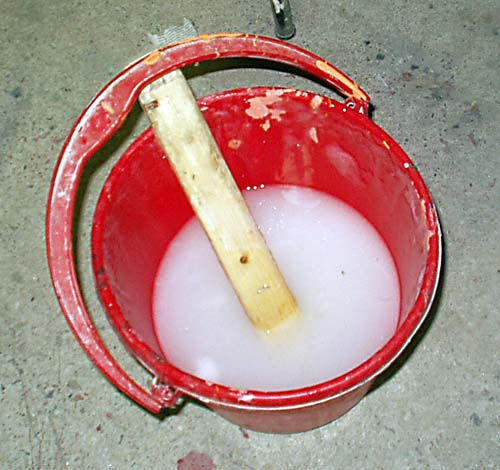
Behangplaksel in een emmer.

Behangplaksel of behang(ers)lijm is een lijmsoort die wordt gebruikt om behang aan de muur te bevestigen.
Het hoofdbestanddeel van behangplaksel is zetmeel of/en methylcellulose. Belangrijke eigenschappen van deze lijm zijn dat deze (uiteraard) moet plakken en eenvoudig zelf aangemaakt moet kunnen worden. Om het behang netjes te kunnen plakken mag behangplaksel niet klonteren. Om goed te kunnen behangen mag de directe plakkracht van de lijm niet te groot zijn zodat nog geschoven kan worden met het behangpatroon. Ook mag de lijm na droging geen zichtbare resten achterlaten op het behang. Behangplaksel wordt ook veel toegepast bij het maken van papier-maché.